# 漢普頓列治蒙堡足球會
漢普頓列治蒙堡足球會（Hampton & Richmond Borough Football Club）是一支位於英格蘭倫敦漢普頓的職業足球會，目前於英格蘭足球全國聯賽南角逐。

## 外部連結
- Official website （页面存档备份，存于）
- Supporter's Trust website